# احمد بوخاطر
احمد بوخاطر (عربی: أحمد بوخاطر؛ زادهٔ ۱۶ اکتبر ۱۹۷۵) خواننده و بازیگر اهل و زاده امارات متحده عربی است.